# Tridenchthonius addititius
Tridenchthonius addititius är en spindeldjursart som beskrevs av Clarence Clayton Hoff 1950. Tridenchthonius addititius ingår i släktet Tridenchthonius och familjen Tridenchthoniidae. Inga underarter finns listade i Catalogue of Life.